# Comuna de Rydzyna
Rydzyna (polaco: Gmina Rydzyna) é uma gminy (comuna) na Polónia, na voivodia de Grande Polónia e no condado de Leszczyński. A sede do condado é a cidade de Rydzyna.
De acordo com os censos de 2004, a comuna tem 7906 habitantes, com uma densidade 58,3 hab/km².

## Área
Estende-se por uma área de 135,56 km², incluindo:
- área agricola: 69%
- área florestal: 23%

## Demografia
Dados de 30 de Junho 2004:
|                      | Total   | Total | Mulheres | Mulheres | Homens  | Homens |
| -------------------- | ------- | ----- | -------- | -------- | ------- | ------ |
|                      | pessoas | %     | pessoas  | %        | pessoas | %      |
| População            | 7906    | 100   | 3973     | 50,3     | 3933    | 49,7   |
| Densidade (pop./km²) | 58,3    | 100   | 29,3     | 29,3     | 29      | 29     |

De acordo com dados de 2002, o rendimento médio per capita ascendia a 1225,42 zł.

## Subdivisões
- Augustowo, Dąbcze, Jabłonna, Kaczkowo, Kłoda, Lasotki, Maruszewo, Moraczewo, Nowawieś, Nowy Świat, Pomykowo, Przybiƒ, Robczysko, Rojęczyn, Tarnowa Łąka, Tworzanice, Tworzanki.

## Comunas vizinhas
- Bojanowo, Góra, Krzemieniewo, Leszno, Osieczna, Poniec, Święciechowa